# Маслина
Масли́на, або оли́вкове дерево (Olea) — рід рослин родини маслинових.

## Біоморфологічна характеристика
Це дерева або кущі з простими, супротивними і, як правило, цілими листками. Квітки дрібні в пазушних або кінцевих волотях. 

## Основні види
- Olea capensis
- Olea caudatilimba
- Olea chryssophylla
- Olea europaea
- Olea exasperata
- Olea guangxiensis
- Olea hainanensis
- Olea laurifolia
- Olea laxiflora
- Olea neriifolia
- Olea oleaster
- Olea paniculata
- Olea parvilimba
- Olea rosea
- Olea salicifolia
- Olea sylvestris
- Olea tetragonoclada
- Olea tsoongii
- Olea undulata
- Olea woodiana